# Jörn Biel
Jörn Biel (* 21. März 1949 in Kiel) ist ein deutscher Manager. Als Mitglied der CDU war er von März bis Oktober 2009 schleswig-holsteinischer Minister für Wissenschaft, Wirtschaft und Verkehr.

## Ausbildung und Beruf
Nach dem Abitur am Staatlichen Gymnasium Wellingdorf in Kiel absolvierte Jörn Biel ein Studium der Volkswirtschaftslehre an der Christian-Albrechts-Universität zu Kiel. Nach der Promotion zu einem wettbewerbspolitischen Thema im Jahr 1978 arbeitete er bis 1985 als Referent im Wirtschafts- und später im Innenministerium des Landes Schleswig-Holstein.
1986 wechselte Biel zur Industrie- und Handelskammer Kiel. Hier war er von Ende 1987 bis Mai 2006 als stellvertretender und von 2009 bis 2014 als Hauptgeschäftsführer tätig.

## Politik
Am 30. März 2009 wurde Jörn Biel als Nachfolger von Werner Marnette als Minister für Wissenschaft, Wirtschaft und Verkehr in der von Ministerpräsident Peter Harry Carstensen (CDU) geführten Landesregierung von Schleswig-Holstein berufen.
Im Mai 2009 wurde bekannt, dass Biel der CDU beigetreten ist.
Nach dem Bruch der Großen Koalition im Juli 2009 wurden alle SPD-Minister mit Ablauf des 21. Juli 2009 von Ministerpräsident Carstensen aus ihren Ämtern in der Landesregierung entlassen. Die Leitung der betroffenen Ministerien wurde unter den verbliebenen Kabinettsmitgliedern aufgeteilt, Jörn Biel wurde dabei als Nachfolger von Ute Erdsiek-Rave die Zuständigkeit für das Ministerium für Bildung und Frauen übertragen.
Dem zweiten Kabinett Carstensen gehörte Biel nicht mehr an.
Nach dem Ende seiner Ministerkarriere kehrte er bis Mai 2014 wieder zur IHK Kiel zurück.
Von 2014 bis 2021 war Dr. Jörn Biel Präsident des Schleswig-Holsteinischen Heimatbundes (SHHB). Er war Mitglied des Beirats des Offenen Kanals Schleswig-Holstein.